# Staci Carr
Staci Carr (estado de Dakota del Norte; 25 de octubre de 1992) es una actriz pornográfica, modelo erótica y camgirl estadounidense.

## Biografía
Natural del estado de Dakota del Norte, Staci Carr nació en octubre de 1992 en el seno de una familia con ascendencia europea, tanto irlandesa como noruega. Llegó a ser marine en la Armada de los Estados Unidos. Posterior a su servicio, comenzó a trabajar de modelo de cámara web hasta el momento en que fue descubierta y contactada por la exactriz pornográfica Sophia Santi, que en ese momento ejercía como CEO de la agencia LAX Models, quien la animó a debutar en la industria, dándole patrocinio en su agencia.
Debutó como actriz en 2013, con 21 años, trabajando con productoras como Mofos, Brazzers, Lethal Hardcore, Girlsway, New Sensations, Pure Passion, Hard X, Reality Kings, Girlfriends Films, Digital Playground, Digital Sin, Nubile o FM Concepts.
En noviembre de 2014, el portal Twistys la nombró Twistys Treat del mes. Un mes después, fue portada de la revista Hustler. Centrada en producciones de ámbito sexual lésbico, en 2015 fue nominada en los Premios XBIZ a la Artista lésbica del año.
A través de sus redes sociales anunció a mediados de 2015 su retiro completo de la carrera pornográfica, si bien este se fue postergando durante algunos meses hasta ser efectiva en 2016, dejando algo más de 100 películas grabadas como actriz. Posterior a su salida, destacó que fue nominada en los Premios AVN de 2017 por uno de sus pocos papeles heterosexuales grabados, en concreto con Mia Malkova y Mick Blue, en la categoría de Mejor escena de trío Mujer-Hombre-Mujer por Mia.

## Premios y nominaciones
| Año  | Ceremonia         | Resultado | Premio                              | Trabajo |
| ---- | ----------------- | --------- | ----------------------------------- | ------- |
| 2015 | Premios XBIZ      | Nominada  | Artista lésbica del año             | —       |
| 2015 | Spank Bank Awards | Nominada  | Porn's Next "It" Girl               | —       |
| 2015 | Spank Bank Awards | Nominada  | Prettiest Girl In Porn              | —       |
| 2015 | Spank Bank Awards | Nominada  | The Girl Next Door... Only Better   | —       |
| 2016 | Premios AVN       | Nominada  | Premio fan: Estrella porno favorita | —       |
| 2017 | Premios AVN       | Nominada  | Mejor escena de trío M-H-M          | Mia     |